# Phoebophilus decipiens
Phoebophilus decipiens là một loài bướm đêm trong họ Noctuidae.